# Daniel E. Freeman
Daniel E. Freeman (* 27. April 1959 in Everett/Washington) ist ein US-amerikanischer Musikwissenschaftler und -historiker.
Freeman studierte Klavier an der University of Wisconsin (Bachelor 1981) und Musikwissenschaft an der University of Illinois (Master 1983, Ph.D. 1987). Er unterrichtete an der University of Illinois, der University of Southern California, der University of Minnesota sowie an der Smithsonian Institution in Washington. Neben zahlreichen Artikeln über Musik (Klaviersonaten und Konzerte, Opern) und Kultur in Böhmen im 18. Jahrhundert sowie über die Komponisten Johann Sebastian Bach und seine Söhne, Antonio Vivaldi und Josquin des Prez veröffentlichte er drei Monographien: The Opera Theater of Count Franz Anton von Sporck in Prague (Pendragon Press, 1992), Josef Mysliveček, Il Boemo: The Man and His Music (2009) und Mozart in Prague (2013; Neuauflage, 2021).